# Acaulon granulosum
Acaulon granulosum är en bladmossart som beskrevs av Stone 1988. Acaulon granulosum ingår i släktet pygmémossor, och familjen Pottiaceae. Inga underarter finns listade i Catalogue of Life.